# Karl Edward Wagner
Œuvres principales
- Cycle de Kane

Karl Edward Wagner, né le 12 décembre 1945 à Knoxville dans le Tennessee et mort le 14 octobre 1994 à Chapel Hill en Caroline du Nord, est un écrivain américain de fantastique, de fantasy et de science-fiction.

## Biographie
Il suit une formation de psychiatre. La désillusion que provoque chez lui l'exercice de son métier, lui sert d'inspiration à plusieurs nouvelles, dont notamment The Fourth Seal et Into Whose Hands. Il affirmait que son point de vue sur le monde était nihiliste, anarchiste et absurde. Dans une entrevue avec un journaliste, il revendique être apparenté à un « compositeur d'opéra nommé Richard », en référence à Richard Wagner.

## Œuvres

### Kane
Kane fait partie des personnages mythiques de la fantasy moderne. Le cycle de ses aventures est considéré comme l'œuvre maîtresse de Karl Edward Wagner.
« On raconte que Kane est immortel. Guerrier quasi invincible, sorcier, philosophe, érudit aux sinistres ambitions. Un personnage infréquentable évoquant à la fois Conan et Sauron ».
Bien que se déroulant dans un autre monde que le nôtre, le cycle de Kane emprunte beaucoup à la mythologie biblique, notamment en ce qui concerne son personnage principal: pour s'être rebellé contre son dieu, et après avoir tué le jouet favori de ce dernier, son frère Abel, il fut condamné à l'immortalité par son créateur et porta dans ses yeux bleus la « marque de Kane », il a également, comme le personnage de Conan, eu une carrière très variée, étant tour à tour sorcier, assassin, voleur, philosophe, mercenaire, brigand, pirate, etc.

#### Romans
- La Pierre de sang, Denoël, 2007 ((en) Bloodstone, 1975), trad. Patrick MarcelParu en français dans l'intégrale Kane 1/3
- La Croisade des ténèbres, Denoël, 2007 ((en) Dark Crusade, 1976), trad. Patrick MarcelParu en français dans l'intégrale Kane 1/3
- Le Château d'outrenuit, Denoël, 2008 ((en) Darkness Weaves, 1978), trad. Patrick MarcelParu en français dans l'intégrale Kane 2/3

#### Nouvelles
- La Muse obscure, Denoël, 2008 ((en) The Dark Muse, 1975), trad. Patrick MarcelParu en français dans l'intégrale Kane 2/3
- Lynortis, Denoël, 2008 ((en) Lynortis: Reprise, 1974), trad. Patrick MarcelParu en français dans l'intégrale Kane 2/3
- Miséricorde, Denoël, 2008 ((en) Misericorde, 1983), trad. Patrick MarcelParu en français dans l'intégrale Kane 2/3
- Le Dernier Chant de Valdése, Denoël, 2008 ((en) Sing a Last Song of Valdese, 1976), trad. Patrick MarcelParu en français dans l'intégrale Kane 2/3
- Deux soleils au couchant, Denoël, 2008 ((en) Two Suns Setting, 1976), trad. Patrick MarcelParu en français dans l'intégrale Kane 2/3
- Lame de fond, Denoël, 2008 ((en) Undertow, 1977), trad. Patrick MarcelParu en français dans l'intégrale Kane 2/3

#### Poèmes
- L'Ombre de l'ange de la mort, Denoël, 2008 ((en) Death Angel's Shadow, 1973), trad. Patrick MarcelParu en français dans l'intégrale Kane 2/3

### Romans indépendants
- Conan et la route des rois, Fleuve noir, 1994 ((en) The Road of Kings, 1979), trad. Dominique Mikorey

### Nouvelles indépendantes
- Le Fleuve des songes nocturnes, Oriflam, collection « Nocturnes », 2000 ((en) The River of Night's Dreaming, 1981), trad. Anne VétillardParue en français dans l'anthologie Le Cycle d'Hastur